# Vuelo 46 de Austral Líneas Aéreas
El Vuelo 46 de Austral Líneas Aéreas fue un vuelo de cabotaje en Argentina programado de Buenos Aires a Posadas, con una escala en la ciudad de Resistencia. El avión se accidentó cerca de la pista del Aeropuerto Internacional de Posadas Libertador General José de San Martín el 12 de junio de 1988 debido a condiciones de poca visibilidad.  Los 22 pasajeros y tripulantes a bordo murieron en el accidente.

## Desarrollo
El vuelo 46, operado por un McDonnell Douglas MD-81, partió del Aeroparque Jorge Newbery de Buenos Aires hacia el Aeropuerto Internacional de Resistencia a las 7:04 (hora local), y despegó de Resistencia a Posadas a las 8:40 después de estar ahí 20 minutos. A las 9:09, la tripulación del vuelo 46 hace contacto por radio con el controlador aéreo de Posadas, y siete minutos después, el avión se preparó para una aproximación a la pista 01. Poco después, la aeronave golpeó la parte superior de un bosque de eucaliptos y se estrelló 3 kilómetros fuera de la pista, provocando un incendio.

## Investigación
La investigación sobre el desastre llegó a la conclusión de que el principal factor en el accidente fue que la tripulación llevó a cabo una aproximación por instrumentos sin respetar los procedimientos indicados para el aeropuerto de Posadas.